# Solfato di alluminio
Il solfato di alluminio è il composto chimico con formula Al2(SO4)3, dove l'alluminio ha numero di ossidazione +3. In condizioni standard è un solido cristallino bianco, solubile in acqua ed insolubile in alcool. Esiste in forma anidra e in svariate forme idrate. È uno dei principali prodotti della chimica inorganica industriale. Per la maggior parte è usato nell'industria della carta, ma ha altre molteplici applicazioni.

## Struttura
Al2(SO4)3 in forma anidra è poco comune, ma esiste in natura nel raro minerale millosevichite, che si può trovare in prossimità di vulcani o in seguito a combustione in discariche di rifiuti di estrazione di miniere di carbone. Esistono inoltre varie forme idrate; le più comuni sono Al2(SO4)3•16H2O e  Al2(SO4)3•18H2O. La forma Al2(SO4)3•17H2O è reperibile in natura nel minerale alunogeno.

## Sintesi
Al2(SO4)3 è preparato sciogliendo in acido solforico dell'idrossido di alluminio puro, esente da ferro:
2 Al(OH)3 + 3 H2SO4 → Al2(SO4)3 • 6 H2O

## Reattività
Il solfato di alluminio si scioglie in acqua con reazione acida e cristallizza a temperatura ambiente come Al2(SO4)3 • 18 H2O monoclino. Scaldandolo al di sopra di 340 °C ha luogo una completa disidratazione del sale, e oltre 770 °C si ha decomposizione in ossido di alluminio Al2O3 e triossido di zolfo SO3.

## Applicazioni
Al2(SO4)3 è usato in molteplici applicazioni:
- Circa i due terzi della produzione sono usati nell'industria della carta, dove serve per regolare il pH dei residui della polpa di legno, per il trattamento delle acque di processo, per trattare le fibre di cellulosa ed evitare che l'inchiostro spanda.
- Nella purificazione dell'acqua serve come flocculante per catturare le impurità, regolare il pH e rimuovere fosfati e batteri.
- Nella tintura di tessuti serve come mordente, facilitando l'adesione dei coloranti alle fibre. Trova anche impiego come stabilizzante delle soluzioni diazoiche e come neutralizzante degli alcali nella tintura con naftoli.
- Nell'industria delle costruzioni è usato come impermeabilizzante e acceleratore della presa del calcestruzzo.
- Come catalizzatore e per la preparazione di altri prodotti chimici.
- Per ridurre il pH dei terreni, perché idrolizza formando idrossido di alluminio insolubile, liberando così una soluzione di acido solforico diluita. Ad esempio è usato per ottenere i fiori blu delle ortensie.
- Come additivo alimentare rassodante, autorizzato in Europa con la sigla E520, anche se esistono controversie sull'introduzione di alluminio nei cibi.
- Nella produzione di stick per barba insieme a solfato di potassio e ad acqua in caso di tagli da rasoio per fermare velocemente la perdita di sangue.

## Sicurezza
Sia anidro che idrato, Al2(SO4)3 è un prodotto corrosivo; è irritante per la pelle e le mucose, e può provocare lesioni agli occhi. Non risulta cancerogeno.